# Вега-де-Тірадос
Вега-де-Тірадос (ісп. Vega de Tirados) — муніципалітет в Іспанії, у складі автономної спільноти Кастилія-і-Леон, у провінції Саламанка. Населення — 196 осіб (2010).
Муніципалітет розташований на відстані близько 200 км на захід від Мадрида, 19 км на захід від Саламанки.
На території муніципалітету розташовані такі населені пункти: (дані про населення за 2010 рік)
- Баньйос-де-Ледесма: 0 осіб
- Ла-Кабра: 13 осіб
- Ель-Кармен: 2 особи
- Карраскаліно: 1 особа
- Лас-Куестас: 3 особи
- Тірадос-де-ла-Вега: 22 особи
- Вега-де-Тірадос: 155 осіб

## Демографія
Динаміка населення (INE ):

## Зовнішні посилання
- Провінційна рада Саламанки: індекс муніципалітетів [Архівовано 23 квітня 2009 у Wayback Machine.]
- Посилання на Google Maps